# Michel Ricaud
Michel Ricaud, noto anche con lo pseudonimo di Michel Richard (Parigi, 25 novembre 1944 – Seychelles, 28 giugno 1993), è stato un regista francese.
Attivo nell'industria dei film pornografici, lavorò principalmente per il produttore e distributore Marc Dorcel. In carriera utilizzò svariati pesudonimi, tra i quali Michel Richard, Michel Bistre, Éric Bistre, Richard Romain, Michel Garfield e Mike Garfield.

## Biografia
(Michel Ricaud)
Dopo aver studiato arti applicate e gestito una società pubblicitaria, Michel Ricaud lavorò come editore alla fine degli anni sessanta. Pubblicò giornali erotici come Sexy roman o Sexe-Hebdo che venivano venduti per corrispondenza. Le sue produzioni diventano sempre più hard, e finisce per subire numerose cause legali.
Dopo aver diretto diversi film a luci rosse distribuiti nelle sale (Perversions, 1975), diresse per la compagnia Proserpine Et il voulut être une femme che mette in scena la vita intima di una donna transgender. Negli anni dal 1980 al 1990, Michel Ricaud fu un regista prolifico e uno dei più apprezzati dal pubblico. In particolare si ricordano Du boudoir au trottoir (1988), La Femme en noir (1988), Les Putes de l'autoroute (1990), La Venere blu (La Vénus bleue) (1993) e Délit de séduction (1993).
L'ultimo giorno delle riprese di Club Private In Seychelles, il 28 giugno 1993, tornò, con Pierre Woodman, nel luogo dell'ultima scena del film, una spiaggia con grandi rocce di granito. Secondo Woodman, Michel Ricaud sarebbe stato sorpreso da un mini tsunami e sarebbe annegato.

## Premi e riconoscimenti
- Hot d'or al miglior regista europeo nel 1992, 1993 e 1994.